# Andreï Roublev (film)
Ne doit pas être confondu avec Andreï Roublev.
Pour plus de détails, voir Fiche technique et Distribution.
Andreï Roublev ou André Roublev (en russe : Андрей Рублёв), deuxième long métrage d'Andreï Tarkovski, est un film historique et dramatique soviétique en noir et blanc et en couleur tourné en 1966 et sorti en 1969, sur un scénario de Tarkovski et d'Andreï Kontchalovski avec Anatoli Solonitsyne et Ivan Lapikov dans les rôles principaux.

## Source du film
Le moine et peintre d'icônes russe Andreï Roublev a vécu environ de 1360 à 1430, une période marquée par les invasions des Tatars et le sectarisme religieux entrant en conflit avec la doctrine orthodoxe. Le film n'est pas biographique, mais pose des questions sur l'essence de l'art et le sens de la foi. En cette époque de grande violence, il est difficile pour Roublev d'avoir foi dans sa mission artistique.

## Synopsis
Le film, découpé en un prologue, huit tableaux et un épilogue, évoque la vie d'Andreï Roublev, moine et peintre itinérant d'icônes et les difficultés de la création artistique dans la Russie tourmentée du XVe siècle, entre 1400 et 1423.

### Prologue

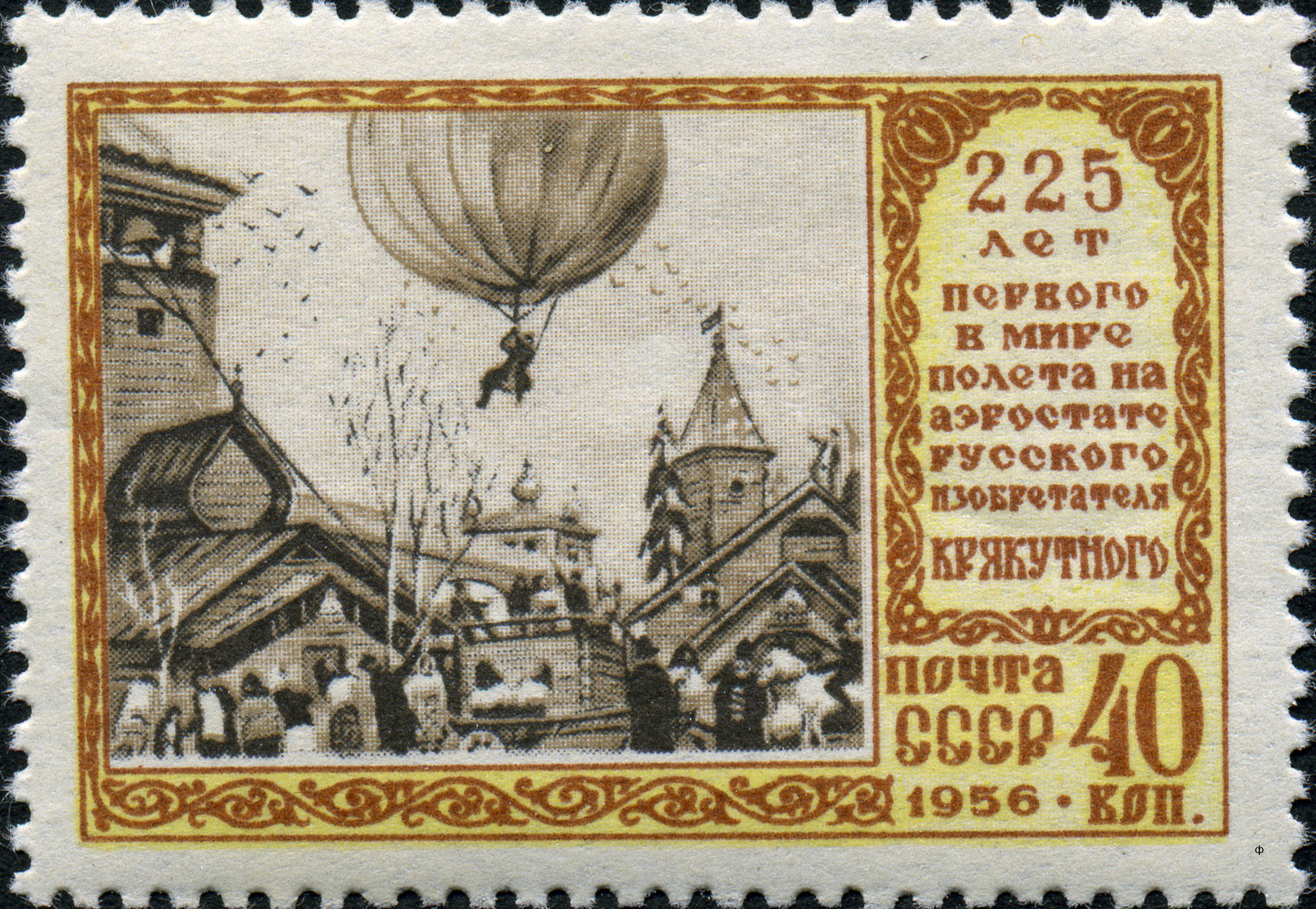
Timbre poste soviétique émis en 1956 pour célébrer le anniversaire de l'imaginaire premier vol humain en ballon à air chaud réalisé par Furvin Kriakutnoi.

Un homme nommé Yefim prépare un ballon à air chaud près d'un petit village et parvient à s'envoler, suspendu à des cordes, avant d’atterrir en catastrophe. La scène du film de l'envol est filmée à l'église de l'Intercession-de-la-Vierge sur la Nerl située à Bogolioubovo. Le ballon survole les prairies qui entourent cette église mais également le couvent de l'Intercession à Souzdal.

### L'histrion (été 1400)
Pendant que des trombes d'eau s'abattent sur un village et pour passer le temps, un skomorokh amuse la galerie en se moquant des boyards, dans une pièce commune où tous les habitants sont réunis. Lorsque trois moines peintres d'icônes, Andréï, Kirill et Daniil, demandent l'hospitalité, le temps de la durée de l'orage, le silence se fait. À la suite de la dénonciation de Kirill, des hommes à cheval arrivent, demandent à l'histrion de sortir de l'abri, l'assomment contre un arbre et l'emmènent. Les trois moines reprennent leur route car la pluie a cessé.

### Théophane le Grec (été 1405 - été 1406)

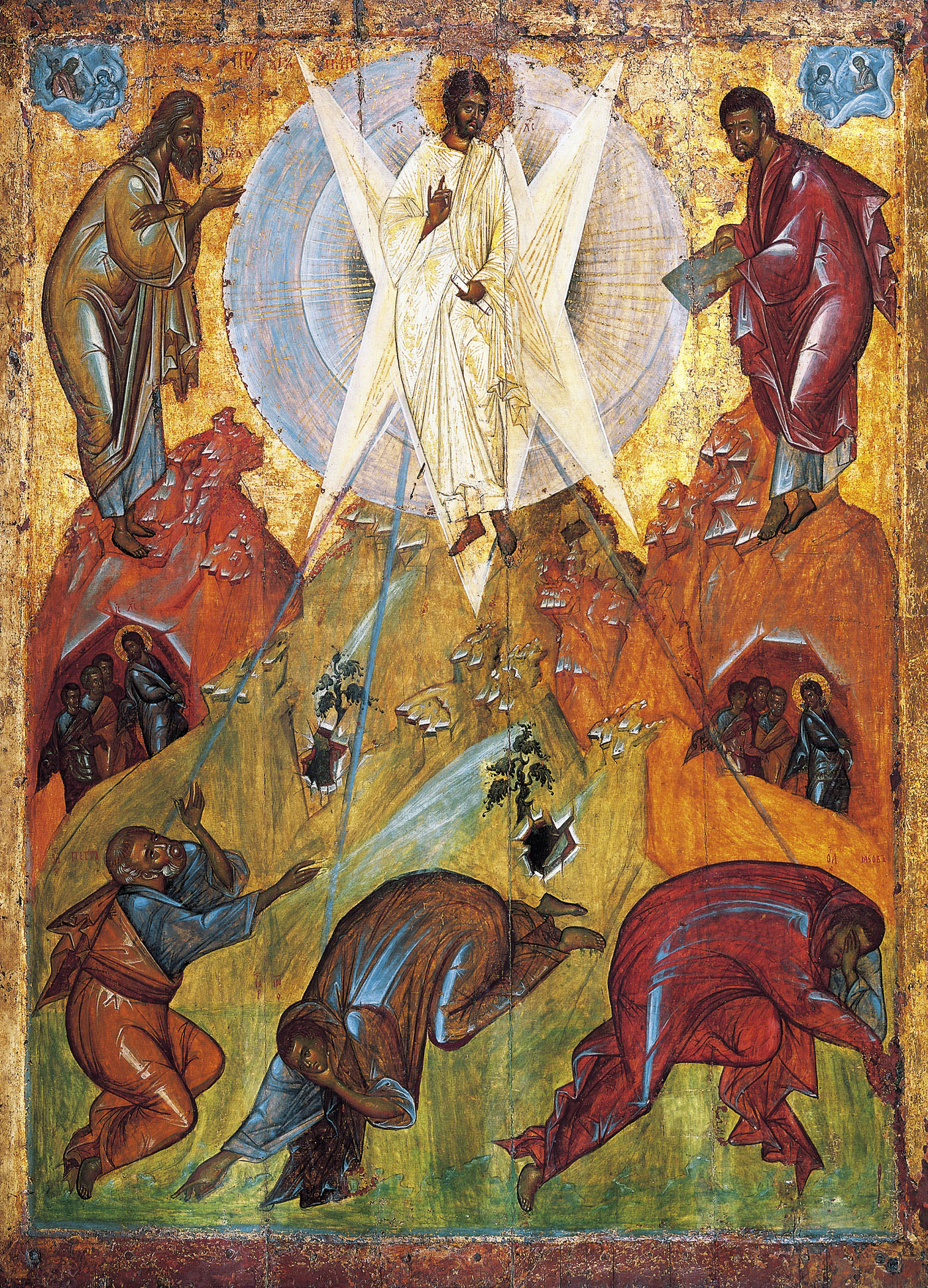
Théophane le Grec, La Transfiguration, vers 1403, détrempe sur bois,
Moscou, Galerie Tretiakov.

Kirill rend visite au vieux peintre Théophane dit le Grec. Après avoir brièvement fait l'éloge du peintre Andreï Roublev, Kirill tente de convaincre Théophane de l'accepter lui dans son atelier pour réaliser des fresques dans l'église cathédrale de la Sainte-Annonciation à Moscou.
Au monastère Andronikov, les moines reçoivent un émissaire de Théophane priant Andreï de se rendre à Moscou pour y peindre à la cathédrale de l'Annonciation. Kirill, jaloux, quitte la vie monacale pour le monde séculier. Andreï, accompagné du jeune apprenti Foma, part pour Moscou.

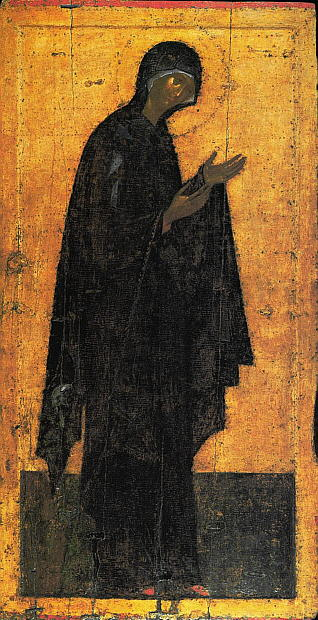
Théophane le Grec, La Mère de Dieu, vers 1399, cathédrale de l'Annonciation au Kremlin de Moscou, déisis.
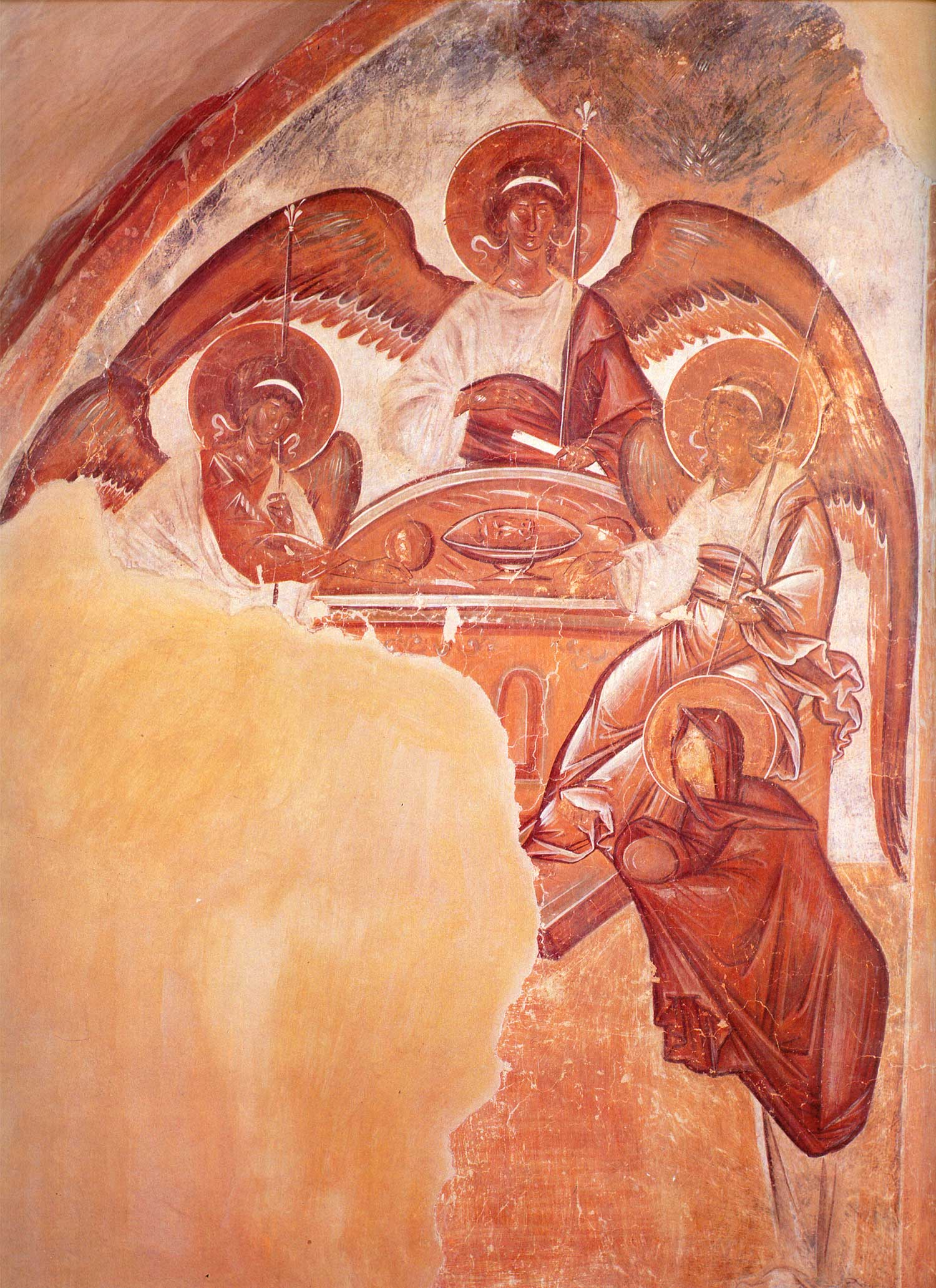
Théophane le Grec, La Trinité (1378), Novgorod, Église de la Transfiguration-du-Sauveur-sur-Iline.

### La Passion selon Andreï
Marchant dans les bois, Andreï et Foma discutent des défauts de l'apprenti, Foma est préoccupé par les aspects pratiques du travail, comment perfectionner le bleu azur, une couleur instable.
Andreï rejoint Théophane, ils ont une conversation sur les berges d'un ruisseau où le Grec disserte sur les vices et la méchanceté des hommes.
Suit une reconstitution de la Crucifixion du Christ jouée alors qu'Andreï exprime sa foi.

### La Fête (1408)
Lors d'une promenade nocturne, la veille du jour d'Ivan Kupala, Andreï rencontre un groupe de païens nus dont le rituel festif et sensuel l'attire. Des païens le capturent et l'attachent en croix au poteau d'une grange, le menacent de noyade. Marfa, une jeune femme vêtue seulement d'un manteau, s'approche d'Andréï, laisse choir son vêtement, embrasse Andréï puis le libère.
Le lendemain, alors qu'Andréï a rejoint ses compagnons et traverse le fleuve en barque, des soldats arrivent et s'en prennent aux païens. Marfa s'enfuit et nageant, passe près du bateau d'Andréï qui détourne les yeux de honte.

### Le Jugement dernier(été 1408)

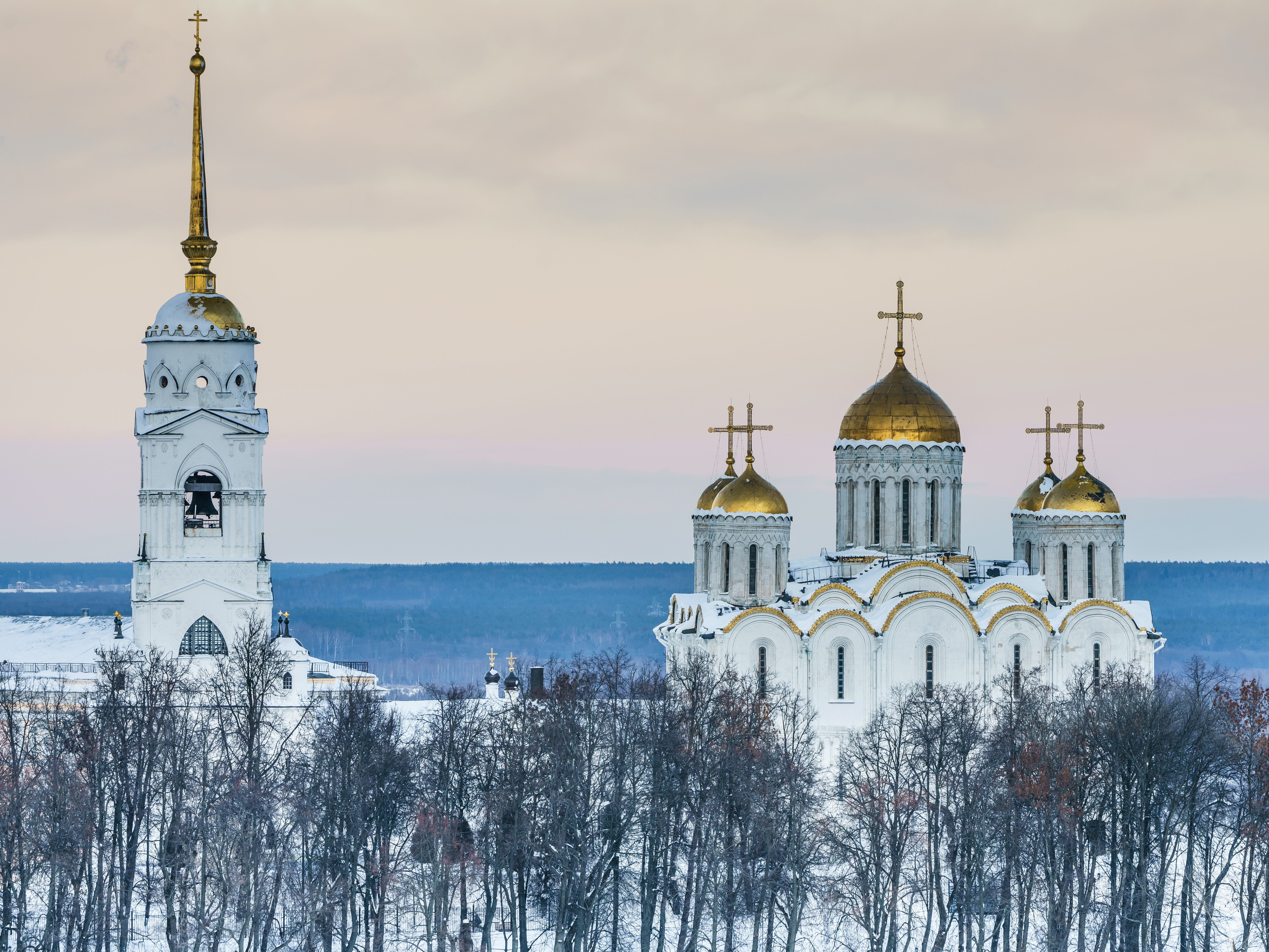
Vladimir, cathédrale de l'Assomption.

Andreï et Daniil décorent une église à Vladimir, mais le travail n'avance pas, Andreï doute de lui-même. Le peintre confie à Daniil que cette tâche le dégoûte et qu'il est incapable de peindre un sujet tel que Le Jugement dernier, car il se refuse à terrifier les gens. Il pense qu'il a perdu la liberté d'esprit nécessaire à un artiste. Il se souvient du temps où il peignait pour le Grand Prince qui fit crever les yeux des artisans afin de les empêcher de reproduire les œuvres qu'ils venaient de créer. Comme le flashback se termine, Durochka, une sourde-muette simple d'esprit, entre dans l'église.

### Deuxième partie

#### Le Sac(automne 1408)
Alors que le Grand Prince Vassili Ier de Russie est en Lituanie, son frère, à la tête d'une bande de Tatars, dévaste la ville de Vladimir. Les Tatars pillent, incendient, assassinent, un cheval tombe d'un escalier transpercé par une lance, une vache brûle. Les Tatars pénètrent dans l'église où les gens se sont réfugiés, Andreï empêche le viol de Durochka en tuant son agresseur, un Russe. Secoué par cet évènement, Andreï décide d'abandonner la peinture et fait vœu de silence.

#### Le Silence (hiver 1412)

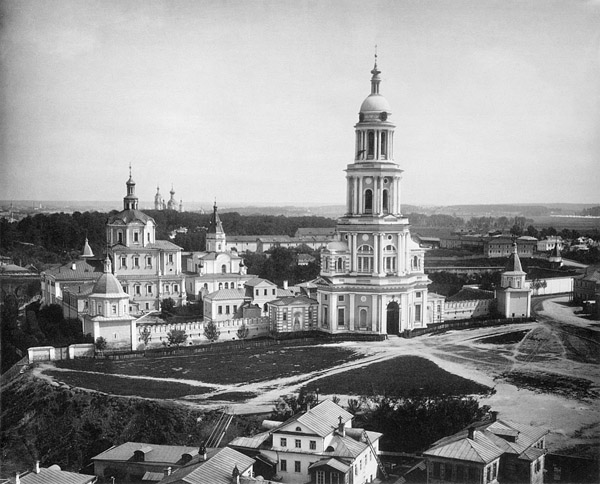
Le monastère Andronikov en 1882

Andreï est revenu au monastère Andronikov. Il garde le silence, ne peint plus et garde Durochka sous sa protection auprès de lui.
Après plusieurs années en dehors de toute vie monacale, Kirill se présente au monastère et prie le père supérieur de le réintégrer. Sa demande est acceptée, mais en pénitence il doit recopier quinze fois les Écritures. C'est l'hiver, accompagné d'une période de disette.
Des Tatars s'arrêtent au monastère. Durochka, affamée, à la vue de la viande que les Tatars jettent aux chiens, s'arrache à la protection d'Andreï et part avec les cavaliers.

#### La Cloche (printemps 1423 - printemps 1424)
À proximité de Souzdal, une bourgade dévastée par la peste ne demande qu'à renaître et, pour ses habitants, cette renaissance passe par la fonte d'une cloche. Mais le maître-fondeur de cloches est mort, son fils Boriska se charge de la fonte de l'impressionnante cloche. Il dirige l'équipe avec maîtrise, sachant que s'il échoue, il sera sévèrement châtié,.
Lorsque le battant de la cloche est mis en branle et donne un son parfait, Boriska tombe en pleurs et avoue dans les bras de Roublev que son père « cette charogne » ne lui avait pas transmis le moindre secret de fabrication. Devant tant de foi, Roublev rompt son vœu de silence, auquel il s'est astreint pendant une dizaine d'années, et promet de se remettre à peindre.

### Épilogue
Les derniers plans, en couleurs, montrent des icônes de Roublev et de ses contemporains, comme le Christ pantocrator, Grégoire de Nazianze, La Transfiguration, Le Sauveur de Zvenigorod et l'Icône de la Trinité. Des images de quatre chevaux broutant sous la pluie dans des pâturages terminent la dernière partie du film.

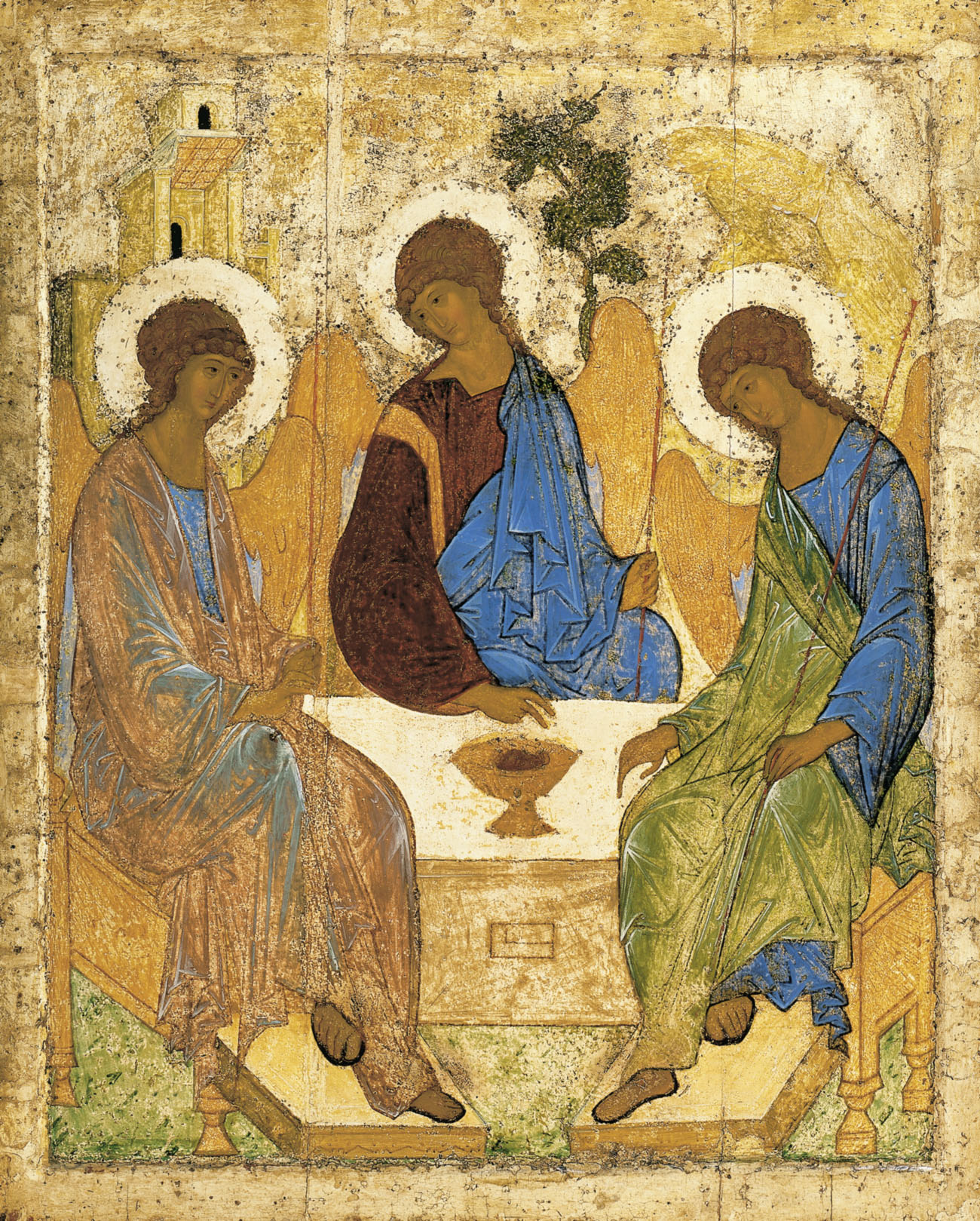
Andreï Roublev. L'Icône de la Trinité (ou Les Trois Anges à Mambré), entre 1422 et 1427, tempera sur panneau de bois,, Moscou, Galerie Tretiakov

## Icônes reprises dans le film

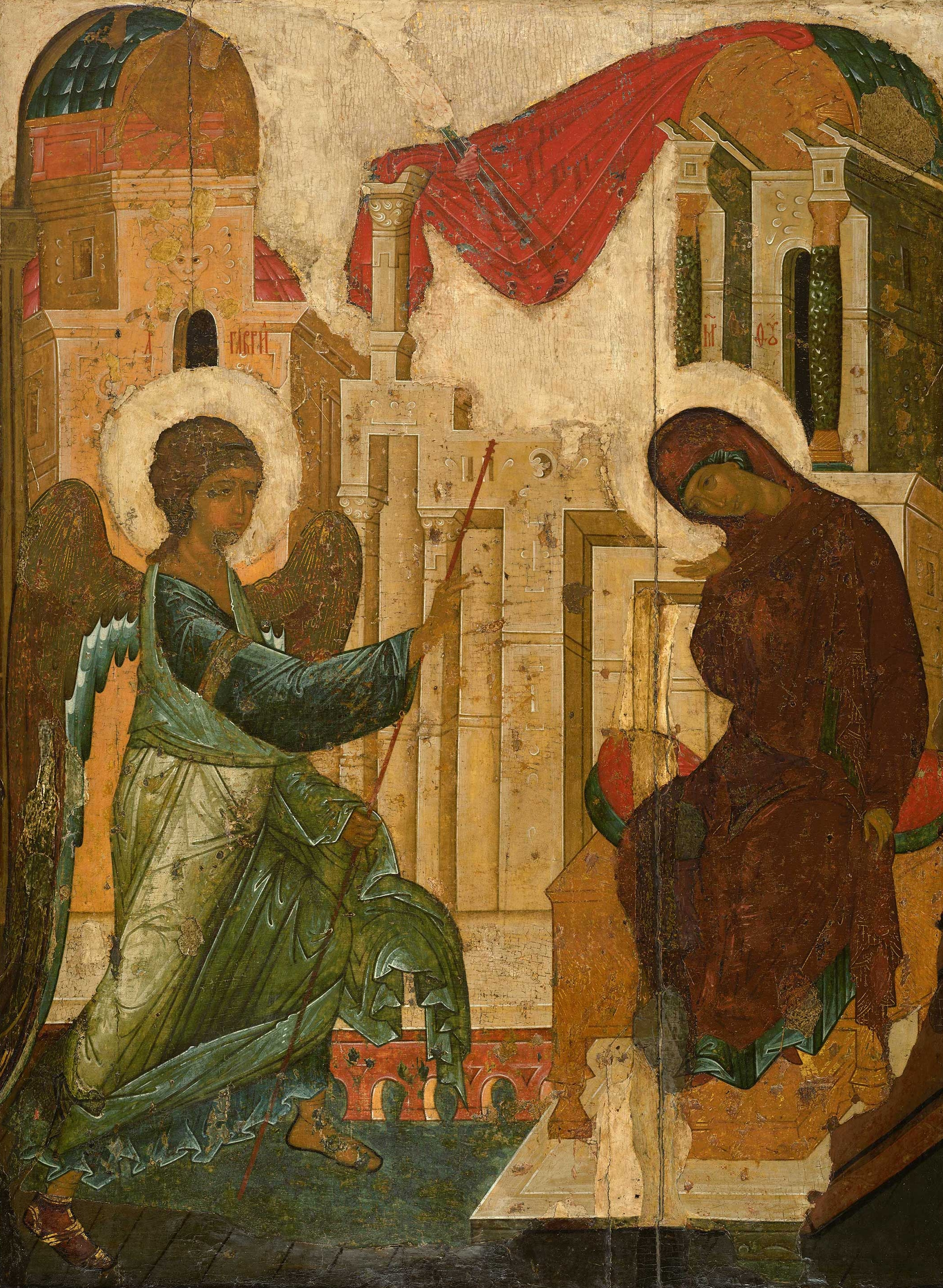
L'Annonciation, 1405
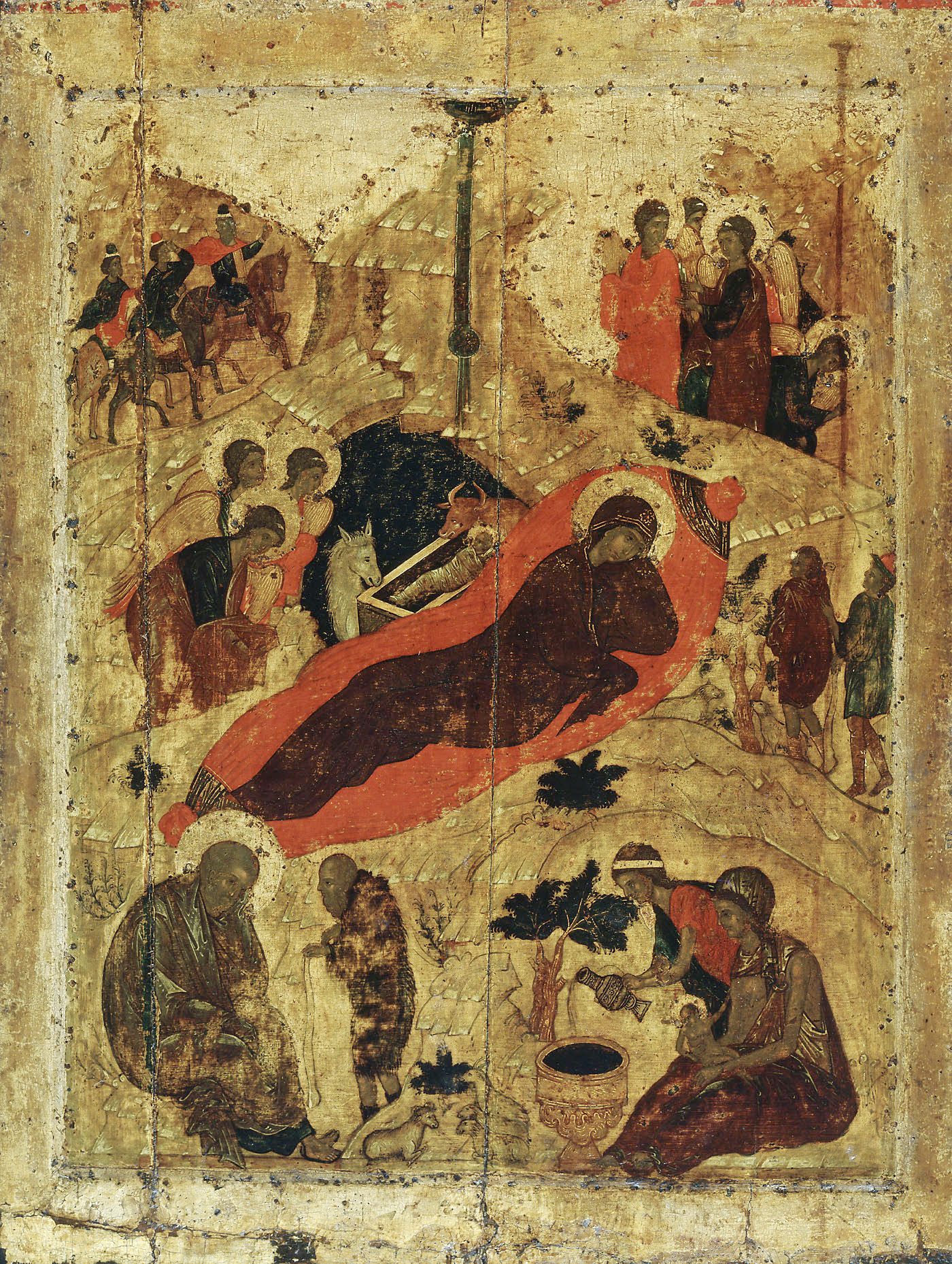
Nativité, cathédrale de l'Annonciation de Moscou
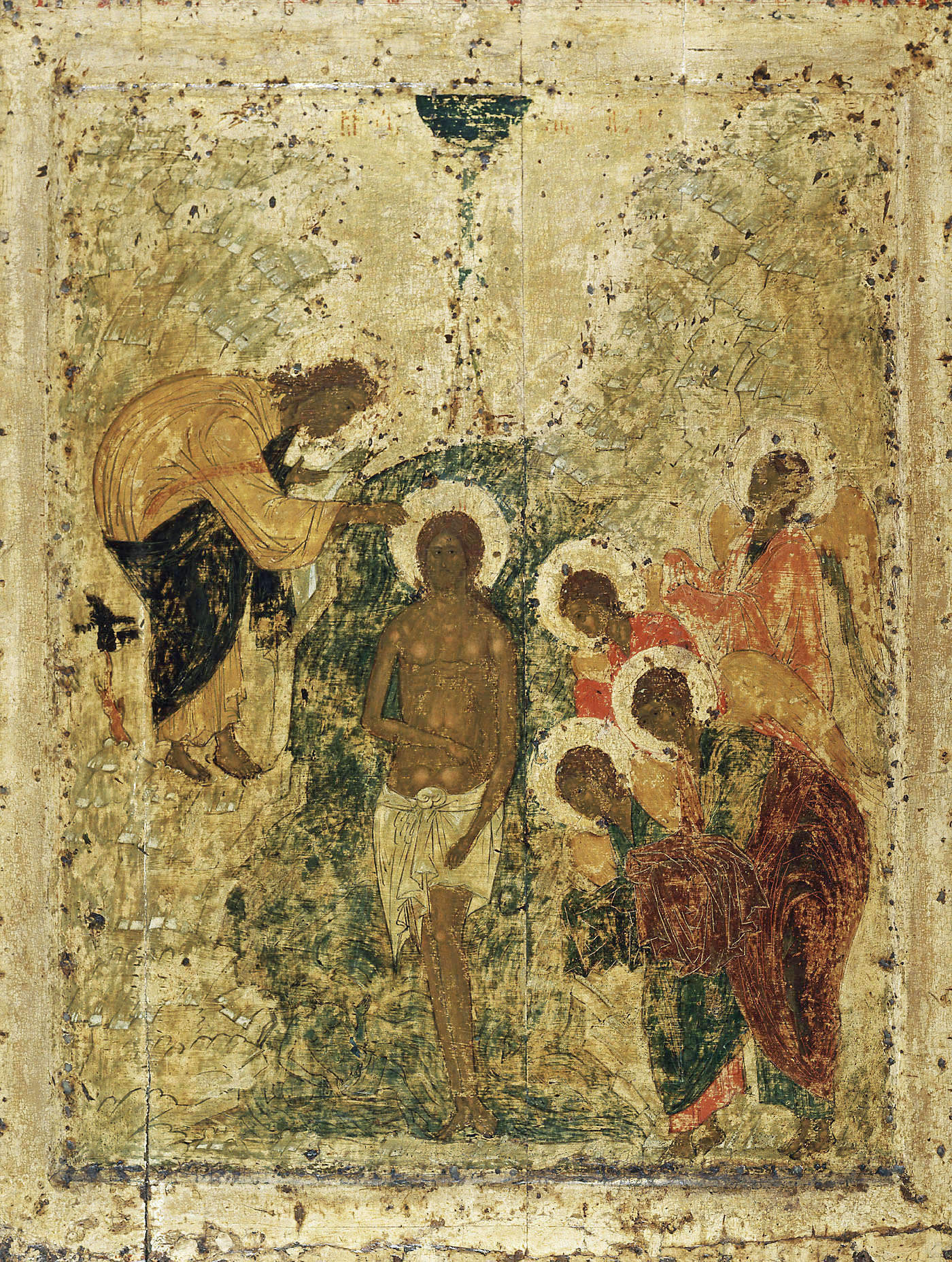
Le Baptême du Christ, cathédrale de l'Annonciation de Moscou
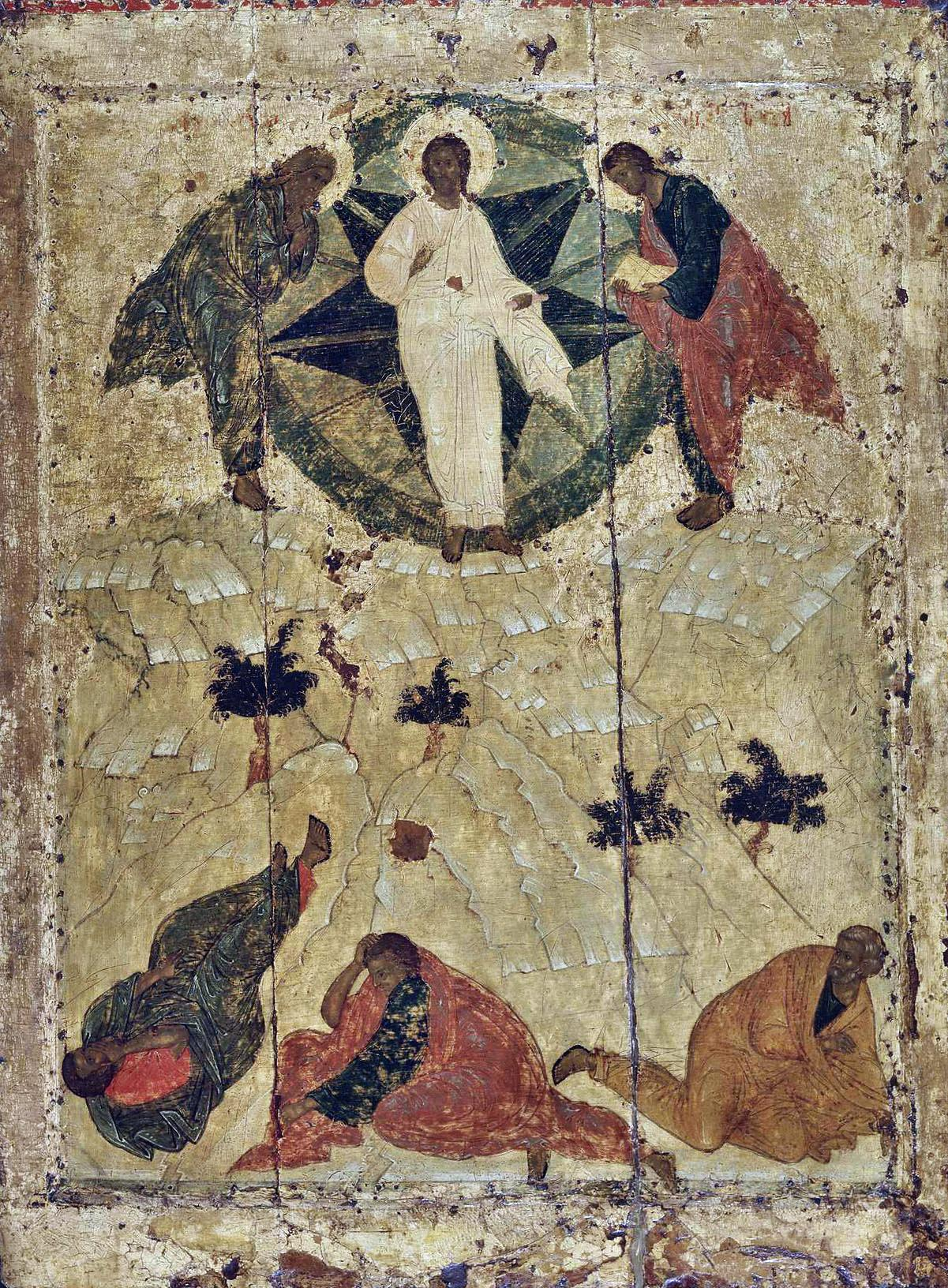
La Transfiguration du Christ, 1405

## Fiche technique
- Titre : Andreï Roublev ("Андрей Рублёв" )
- Réalisation : Andreï Tarkovski
- Scénario : Andreï Kontchalovski, Andreï Tarkovski
- Production : Tamara Ogorodnikova
- Musique : Viatcheslav Ovtchinnikov
- Photographie : Vadim Ioussov
- Montage : Ludmila Feiginova, O. Shevkunenko et Tatiana Yegoricheva
- Son : Inna Zelentsova
- Décors : Evgueni Tchernïaev
- Conseillers techniques : Vladimir Pachouto, Saveli Iamchtchikov, Maria Mertsalova (costumes historiques)
- Pays d'origine : Union soviétique
- Sociétés de production : Mosfilm, Tvorcheskoe Obedinienie Pisateley i Kinorabotnikov
- Sociétés de distribution : Mosfilm (), Cifrovoy Element (, DVD, Blu-Ray), Baba Yaga Distribution (), Potemkine Films (), MK2 (, DVD, Blu-Ray)
- Budget : 1 300 000 roubles
- Langue : russe
- Format : Noir et blanc et couleur - 2,35:1 - Mono - 35 mm
- Durée : 180 minutes (copie standard internationale), 205 minutes (sortie URSS en 1969) ; autres exploitations russes : 145, 165 et 186 minutes
- Dates de sortie :
  - Union soviétique :
    - 18 février 1969 (Moscou, première)
    - décembre 1969 (sortie limitée)
    - 24 décembre 1971 (sortie nationale)
    - 1988 (director's cut)

  - France :
    - 18 mai 1969 (festival de Cannes)
    - décembre 1969 (sortie nationale)
    - 29 avril 2015 (version restaurée)
    - 5 juillet 2017 (version restaurée DVD, Blu-Ray)

## Distribution
- Anatoli Solonitsyne : Andreï Roublev
- Ivan Lapikov : le moine Kirill
- Nikolaï Grinko : le moine Daniil Tcherny (Daniel le Noir)
- Nikolaï Sergueïev : le peintre Théophane le Grec
- Irma Raush : Durochka, l'innocente sourde-muette
- Nikolaï Bourliaïev : Boriska, le jeune fondeur de cloche
- Youri Nazarov : le Grand Prince / son frère
- Youri Nikouline : le moine Patrike
- Rolan Bykov : le skomorokh (bouffon)
- Nikolaï Grabbe : Stepan, centurion du grand-duc
- Mikhaïl Kononov : Foma, l'apprenti
- Stepan Krylov : le chef des fondeurs de cloche
- Bolot Beishenaliev : le khan Tatar
- Nellie Sneguina : Marfa, la païenne
- Igor Donskoy : le Christ
- Irina Mirochnitchenko : Marie-Madeleine
- Ivan Ryzhov : le vieux maître  (non crédité, voix)

## Production

### Dates de tournage
Andreï Roublev a été tourné d'avril à novembre 1965 et d'avril à mai 1966.

### Lieux de tournage
Andreï Roublev a été tourné principalement dans les villes de Vladimir, Souzdal, Pskov, Izborsk et Petchory ainsi que sur les rives de la Nerl, une rivière près de Vladimir[réf. nécessaire].
Le Jugement dernier a été tourné à l'intérieur de la cathédrale de l'Assomption à Vladimir[réf. nécessaire].

## Autour du film

### Andreï Roublev: Tarkovski écrit
- « L'histoire de la vie de Roublev est l'histoire d'un concept enseigné et imposé, qui se brûle dans l'atmosphère de la réalité vivante, pour renaître de ses cendres comme une vérité nouvelle à peine découverte[6]. »

### La perte du manuscrit
Dans ses Mémoires, Tarkovski écrit à la date du 6 avril 1973 : 

« Je me suis souvenu de la façon dont j'avais égaré le manuscrit du scénario de Roublev, alors que je n'avais aucun double. Je l'avais laissé dans un taxi, à l'angle de la rue Gorki (…). Et le taxi était parti !… De désespoir, j'étais allé me saouler. Au bout d'une heure, je suis sorti (…) Deux heures après, alors que je redescendais la rue, exactement au même endroit, là où j'étais descendu de la voiture, un taxi a ralenti (en pleine infraction au code de la route) et le chauffeur m'a tendu mon manuscrit par la fenêtre… C'était un miracle ! »

— Andreï Tarkovski
Cet épisode, situé vraisemblablement entre 1963 et 1965, a profondément marqué Andreï Tarkovski.

### La censure soviétique
Malgré la liberté qu'a eue Tarkovski pour tourner, son deuxième film, une fois terminé, subit la censure soviétique. Il n'est finalement montré au Festival de Cannes qu’en 1969, amputé de vingt minutes par les autorités soviétiques, au dernier jour des projections, à 4 h du matin, ce qui limitera auprès du public l’impact de cette œuvre de trois heures. Malgré l'obtention du prix FIPRESCI, qui permet la diffusion du film à l'étranger, il est néanmoins interdit par les autorités soviétiques jusqu'en décembre 1971.

### Projection pour Léonid Brejnev
Le secrétaire général du Parti communiste de l'Union soviétique Léonid Brejnev s'aperçoit que le film est en complète contradiction avec l'idéologie soviétique, et quitte, avant la fin, la projection organisée à son intention. Andreï Roublev donne la part belle au mysticisme et à la foi. De plus, le film pose aussi la question du rapport entre l'artiste et ses commanditaires.

### Copie vidéo
La copie vidéo (VHS) proposée par la collection Les films de ma vie (durée : 180 minutes) comporte le titre original russe traduit par La Passion selon Andreï, également titre de la troisième des huit parties du film.

## Hommage
En 1995, les membres de l'Académie européenne du cinéma et de télévision ont classé le film à la 8e place des meilleurs films du cinéma mondial.

## Récompenses
Les critiques étaient unanimes à considérer que si le film avait été en compétition au Festival de Cannes, il aurait reçu la Palme d'or.
- Prix FIPRESCI de la Critique internationale au Festival de Cannes 1969
- Prix Léon-Moussinac — 1970

## Projet non abouti sur le même sujet
Vassili Livanov désirait tourner un film sur le même thème et comptait jouer lui-même le rôle de Roublev.